# 同酬日

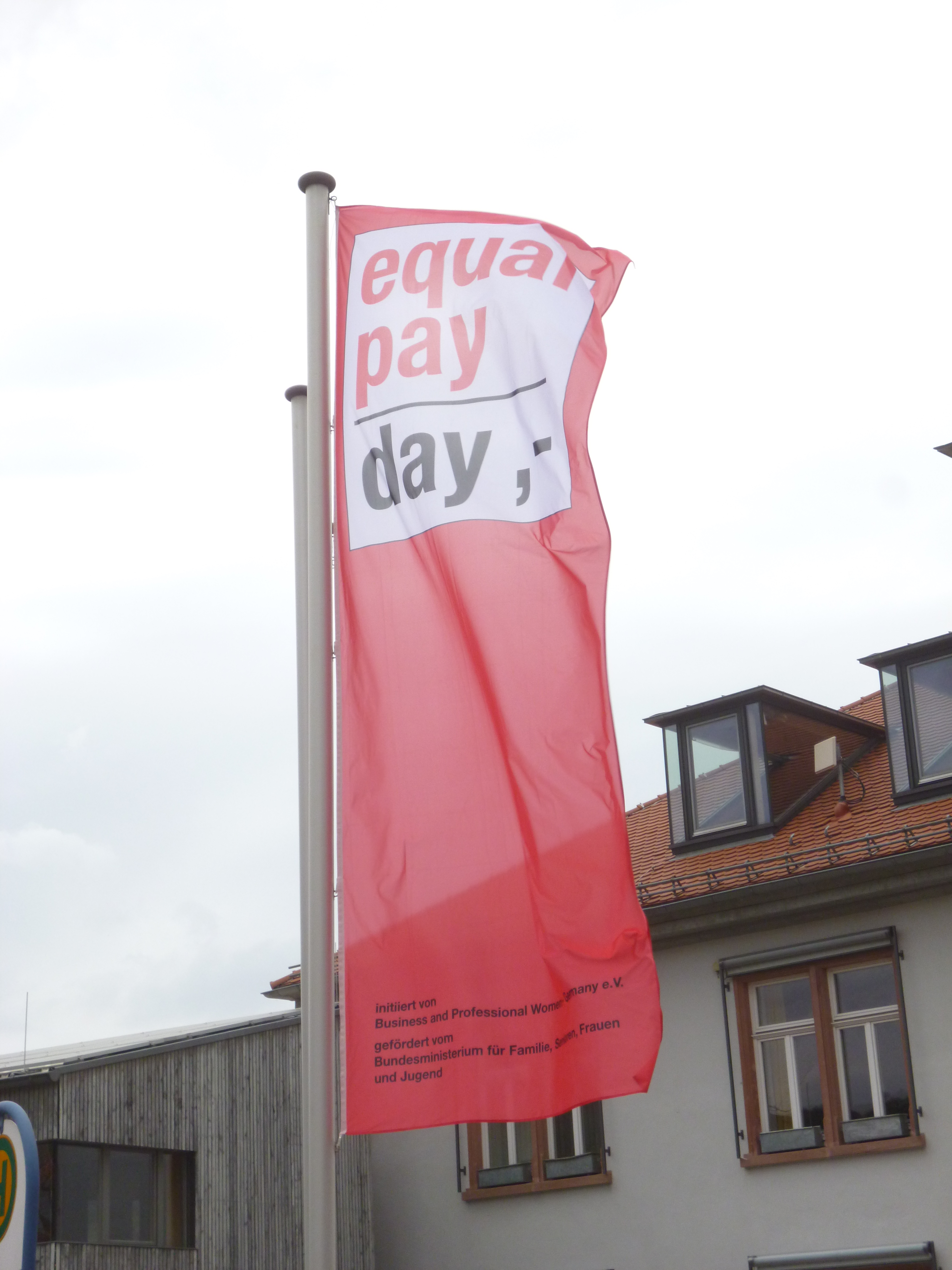
2014年3月21日在德國阿尔斯巴赫-黑恩莱因的同酬日旗

同酬日是一個象徵性的日子，目的是為了突顯男女工資差距，同酬日是表示女性在前一年工作一整年之後，還需要額外工作幾天才能得到和男性前一年工作一整年相同的薪資，實際的日期依年份及各國而不同。例如美國2005年的同酬日是在4月19日。2016年時女性的平均薪資是男性的76%。

## 各國/地區同酬日概況
- 美國
  - 2005年的同酬日是在4月19日[3]。
- 台灣[5]
  - 2012年為3月6日；2011年台灣女性平均時薪229元，男性平均時薪279元，差距17.9%，女性需額外工作66天(365日曆天×17.9%≒66天)。
  - 2013年為3月5日；2012年台灣女性平均時薪231元，男性平均時薪279元，差距17.3%，女性需額外工作64天(365日曆天×17.3%≒64天)。
  - 2014年為3月4日；2013年台灣女性平均時薪233元，男性平均時薪281元，差距17.1%，女性需額外工作63天(365日曆天×17.1%≒63天)。
  - 2015年為3月2日；2014年台灣女性平均時薪242元，男性平均時薪389元，差距16.5%，女性需額外工作61天(365日曆天×16.5%≒61天)。
  - 2016年為2月29日；2015年台灣女性平均時薪251元，男性平均時薪301元，差距16.4%，女性需額外工作60天(365日曆天×16.4%≒60天)。
  - 2017年為2月28日；2016年台灣女性平均時薪262元，男性平均時薪312元，差距16.1%，女性需額外工作59天(365日曆天×16.2%≒59天)。
  - 2018年為2月28日；2017年台灣女性平均時薪269元，男性平均時薪321元，差距16.2%，女性需額外工作59天(365日曆天×16.2%≒59天)。
  - 2019年為3月1日；2018年台灣女性平均時薪279元，男性平均時薪333元，差距16.2%，女性需額外工作60天(365日曆天×16.2%≒60天)。
  - 2020年為2月27日；2019年台灣女性平均時薪288元，男性平均時薪342元，差距15.6%，女性需額外工作58天(365日曆天×15.6%≒58天)。
  - 2021年為2月26日；2020年台灣女性平均時薪293元，男性平均時薪347元，差距15.5%，女性需額外工作57天(365日曆天×15.5%≒57天)。
  - 2022年為3月1日；2021年台灣女性平均時薪305元，男性平均時薪364元，差距16.3%，女性需額外工作60天(365日曆天×16.3%≒60天)。
  - 2023年為3月1日；2022年台灣女性平均時薪314元，男性平均時薪375元，差距16.3%，女性需額外工作60天(365日曆天×16.3%≒60天)。
  - 2024年為2月25日；2023年台灣女性平均時薪317元，男性平均時薪373元，差距15.1%，女性需額外工作56天(365日曆天×15.1%≒56天)。
  - 2025年為2月27日；2024年台灣女性平均時薪327元，男性平均時薪389元，差距15.8%，女性需額外工作58天(365日曆天×15.8%≒58天)。
  - 說明:配合行政院主計總處113年3月進行受僱員工薪資、工時等統計資料校正與行業改編，修正歷年性別薪資差距及同酬日。
- 日本
  - 2017年的同酬日為4月7日，較2016年的4月10日，推進了3日。
  - 2018年的同酬日為4月6日，較2017年推進了1日。[6]